# Federal Bureau of Investigation
Das Federal Bureau of Investigation (FBI, deutsch „Bundesamt für Ermittlungen“) ist die zentrale Sicherheitsbehörde der Vereinigten Staaten. In ihr sind sowohl Strafverfolgungsbehörde als auch Inlandsgeheimdienst der US-Bundesregierung zusammengefasst. Außerdem ist sie für die Verfolgung und Verhinderung von bundesrechtlichen Straftaten zuständig, soweit keine spezielle Zuständigkeit anderer Strafverfolgungsbehörden, etwa des ATF oder der DEA, gegeben ist. Als Nachrichtendienst betreibt das FBI die Vorfeldaufklärung möglicher Bedrohungen unabhängig von konkretem Verdacht. Daneben leistet es im Wege der Amtshilfe technische Unterstützung für andere Ermittlungsbehörden.
Infolge der Terroranschläge am 11. September 2001 wurde aufgrund einer Direktive des US-Präsidenten vom 28. Juni 2005 der „National Security Branch“ (NSB) geschaffen. In ihm wurden die bisher getrennten Abteilungen des FBI für Terrorbekämpfung, die Spionageabwehr und für die Bekämpfung von Massenvernichtungswaffen zusammengefasst und direkt einem stellvertretenden Direktor des FBI unterstellt. Hierdurch und durch eine enorme Steigerung des personellen und materiellen Einsatzes ist das FBI heute die größte zivile Behörde zur Terrorbekämpfung.
Das FBI untersteht dem US-Justizministerium und hat seinen Hauptsitz im J. Edgar Hoover FBI Building in Washington, D.C.

## Geschichte

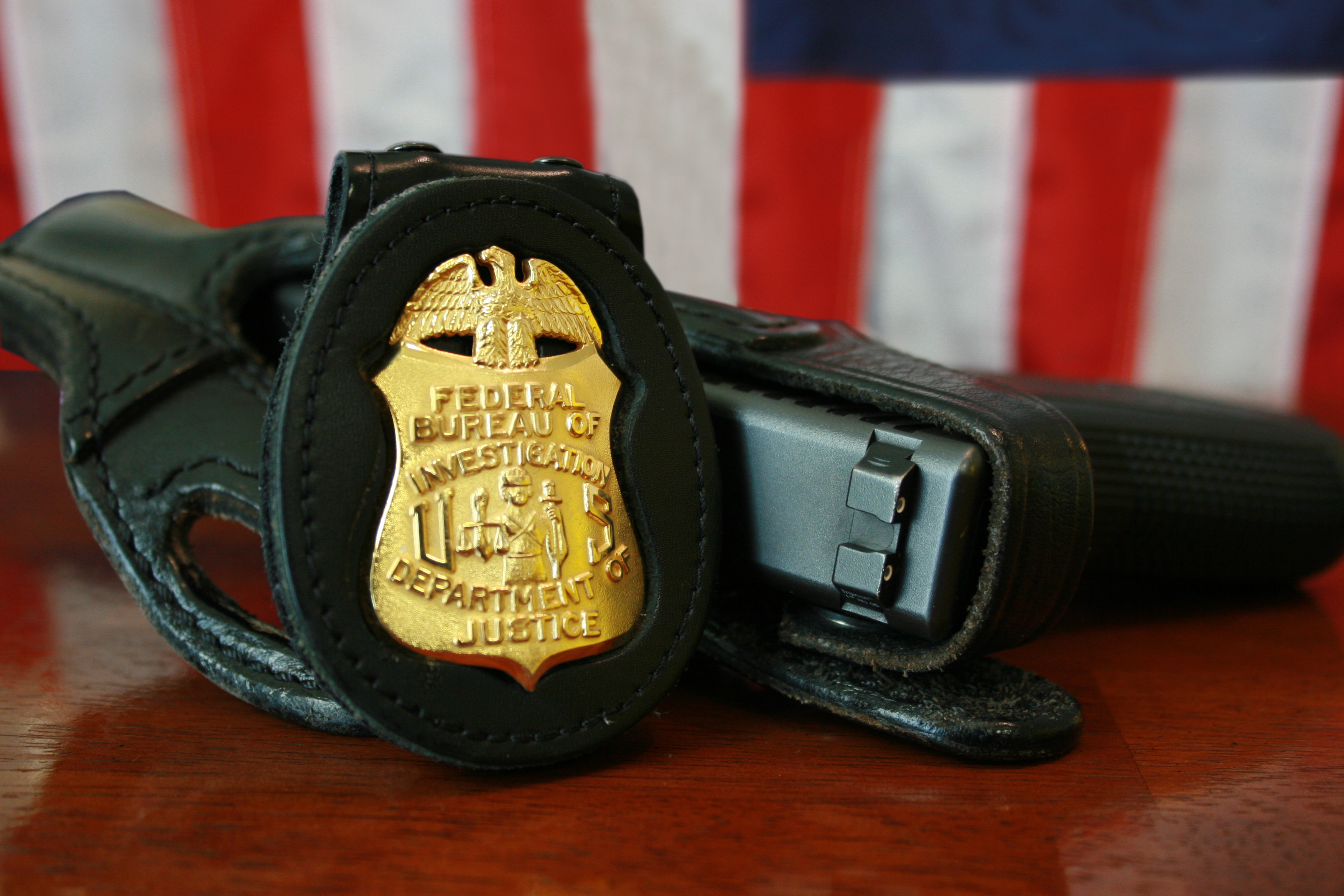
FBI-Marke und Dienstpistole

Die Behörde wurde als das dem US-Generalbundesanwalt unterstehende Bureau of Investigation („Ermittlungsbehörde“, kurz BI, meist aber abgekürzt BOI) am 26. Juli 1908 mit 34 sogenannten Agents durch Attorney General Charles Joseph Bonaparte, dem Großneffen von Napoleon Bonaparte, gegründet. Der erste Mitarbeiterstamm bestand aus Angestellten des Justizministeriums und ehemaligen Mitarbeitern des Secret Service. Im Juli 1932 erfolgte eine Umbenennung in United States Bureau of Investigation, um ein Jahr später wieder als Bureau of Investigation zusammen mit dem Bureau of Prohibition Teil der vom Justizministerium gegründeten Division of Investigation. Im Juli 1935 bekam das BOI wieder seinen alten eigenständigen Status und mit dem Zusatz „Federal“ seinen jetzigen Namen: FBI.
In den frühen 1920er Jahren geriet das BOI mit seiner Verwicklung in die Palmer Raids 1920 und den Daugherty-Burns-Skandal 1924 in die Kritik. Am 10. Mai 1924 wurde J. Edgar Hoover Direktor der Behörde und leitete eine strikte Professionalisierung nach innen und eine Erweiterung der Befugnisse, Zuständigkeitsbereiche und Fähigkeiten der Behörde nach außen ein. Erst im Jahre 1934 wurde das Tragen von Schusswaffen offiziell erlaubt und die Agents erhielten erstmals direkt Polizeibefugnisse. Fast ein halbes Jahrhundert lang leitete Hoover die Behörde als quasi autonome Einrichtung und prägte das Bild des FBI in den Epochen der Prohibition, der Gangster der 1930er, des Kalten Krieges und der McCarthy-Ära bis in die Zeit der New Left. Im Zuge der Bürgerrechtsbewegung wurden seit den 1960er Jahren Vorwürfe gegen das FBI erhoben, es missbrauche systematisch seine Befugnisse, um politische Bewegungen zu unterwandern und zu diskreditieren. Später wurden das Programm COINTELPRO und andere bekannt. Der Einbruch der selbst ernannten Citizens’ Commission to Investigate the FBI in ein FBI-Büro in Philadelphia 1971 ergab eine Vielzahl an Dokumenten, nach denen das FBI sich nur zu einem geringen Anteil überhaupt mit Kriminalermittlungen befasste, sondern fast ausschließlich linke und liberale politische Gruppen überwachte. Der Tod Hoovers 1972 fiel etwa mit den ersten Veröffentlichungen zusammen, es folgten die Untersuchungen des Kongress zum Missbrauch aller Nachrichtendienste Mitte der 1970er Jahre. Durch den aufgedeckten Machtmissbrauch und die Instrumentalisierungen des „Büros“ zu politischen Zwecken erlitt der Ruf des Bureau of Investigation tiefe Kratzer. Bis dahin hatte es ein hohes Ansehen in der US-Bevölkerung.
Am 14. März 1950 veröffentlichte die Behörde zum ersten Mal eine Liste der zehn meistgesuchten flüchtigen Personen („10 Most Wanted Fugitives“).
Neben seiner Rolle als kriminalpolizeiliche Ermittlungsbehörde wuchs das FBI seit dem Ersten Weltkrieg zunehmend in die Rolle eines Auslandsgeheimdienstes hinein. Insbesondere in der Zeit während und kurz nach dem Zweiten Weltkrieg unterhielt das FBI mit der Unterabteilung Special Intelligence Service den wichtigsten Auslandsgeheimdienst der USA (mit besonderer Zuständigkeit für Südamerika). Erst mit der Umwandlung des OSS bzw. der im Außenministerium angesiedelten Central Intelligence Group in die CIA 1947 wurden diese Aufgaben auf eine andere Behörde übertragen und das FBI zum strikten Inlandsgeheimdienst. Seit dieser Zeit ist das Verhältnis zwischen FBI und CIA als gespannt und konfliktgeladen bekannt und legendär. 1978 wurden als Folge der Ermittlungen des Church Committee im Auslandsgeheimdienst-Überwachungsgesetz die Zuständigkeiten des FBI als Inlands-Nachrichtendienst und seine Kontrolle durch ständige Ausschüsse des Kongresses (Select Committee on Intelligence im Senat und House Permanent Select Committee on Intelligence im Repräsentantenhaus) neu geregelt.
2015 veröffentlichten Hacker die Namen von 20.000 FBI- und 9.000 DHS-Agenten. Daraufhin wurde Anfang 2016 ein 16-jähriger Brite aufgrund des Verdachts, für den Hack verantwortlich zu sein, verhaftet.

## Auftrag

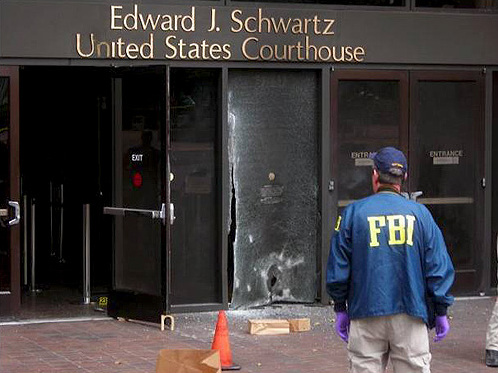
Ein FBI-Agent bei einer Ermittlung (2008)

Das FBI ist für Verstöße gegen alle Bundesgesetze und für Verbrechen, in deren Zuge Staatsgrenzen innerhalb der USA überschritten werden, zuständig. Sein Einsatzschwerpunkt dient der Aufrechterhaltung von Recht und Gesetz, Schutz vor terroristischen Aktivitäten sowie Unterstützung und Überwachung untergeordneter Behörden und Organisationen. Insgesamt umfasst der Tätigkeitsbereich mehr als 200 Verbrechenstypen. Die Bekämpfung und Verfolgung von Terrorismus, Drogenhandel, Gewalt- und Wirtschaftsverbrechen hat höchste Priorität.
Zu den traditionellen Hauptaufgaben des FBI gehört auch die Aufklärung und Verfolgung von Spionage gegen die USA, so dass das FBI nicht nur eine Polizei- und Strafverfolgungsbehörde ist, sondern auch zur US-Nachrichtendienstgemeinde gehört. Mit der Aufgabe Spionageabwehr entspricht das FBI den deutschen Verfassungsschutzämtern, denen aber eigene Polizeibefugnisse fehlen. Seit den Anschlägen des 11. September kommt der Terrorismusbekämpfung von Islamisten größte Bedeutung im Aufgabenfeld des FBI zu. Kritiker innerhalb und außerhalb des FBI weisen darauf hin, dass dieser Schwerpunkt dazu geführt hat, dass andere Tätigkeitsfelder vernachlässigt wurden. Laut dem ehemaligen FBI-Agenten Mike German, der seit 2009 für das Brennan Center for Justice arbeitet, wirkte sich das einerseits bei der unzureichenden Überwachung des rechtsextremistischen Terrorismus aus und führte dazu, dass Wirtschaftskriminalität im Vorfeld der Globalen Finanzkrise kaum mehr beobachtet oder verfolgt wurde.

## Organisation

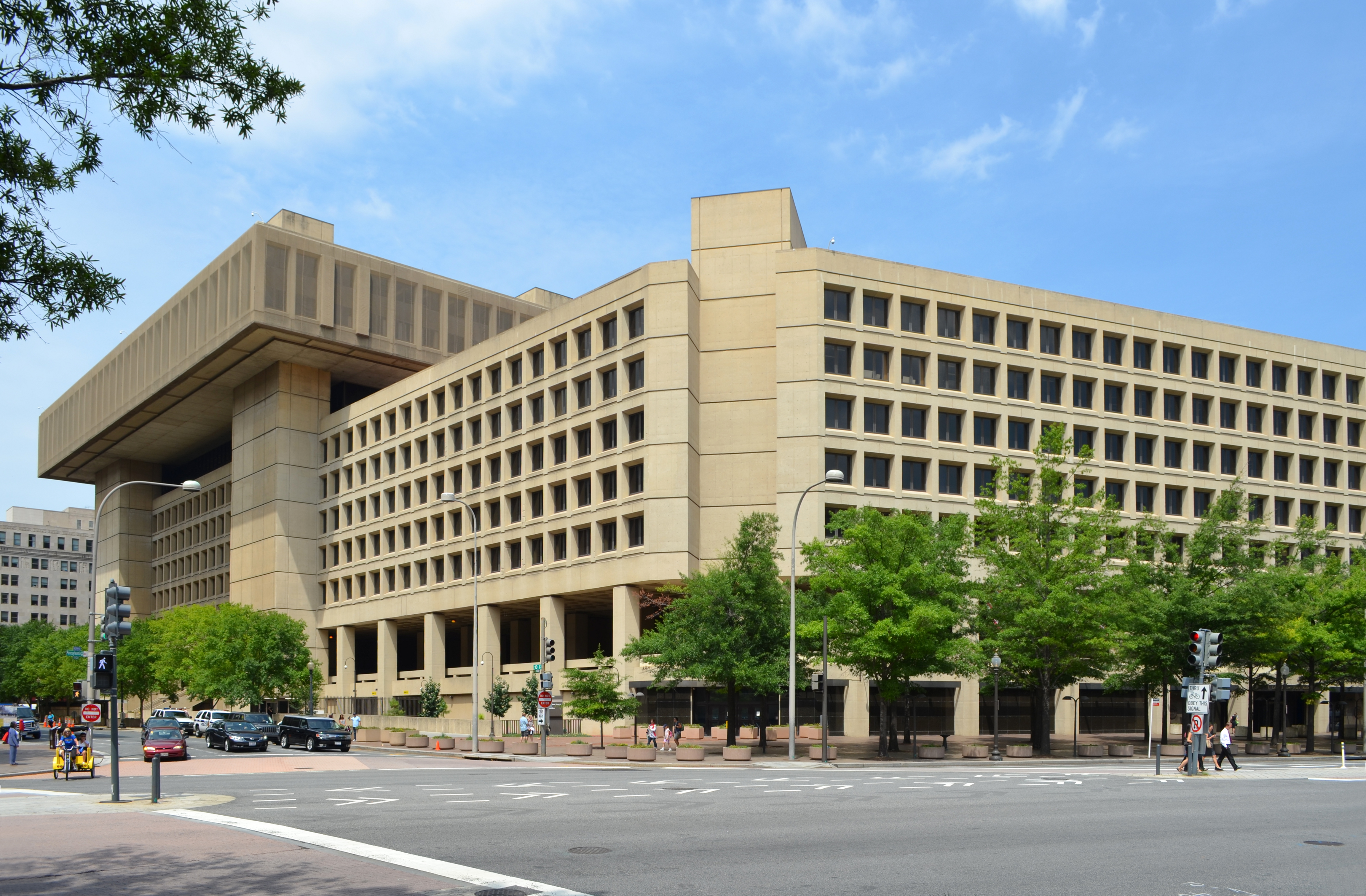
Das J. Edgar Hoover Building in Washington, D.C., Zentrale des FBI

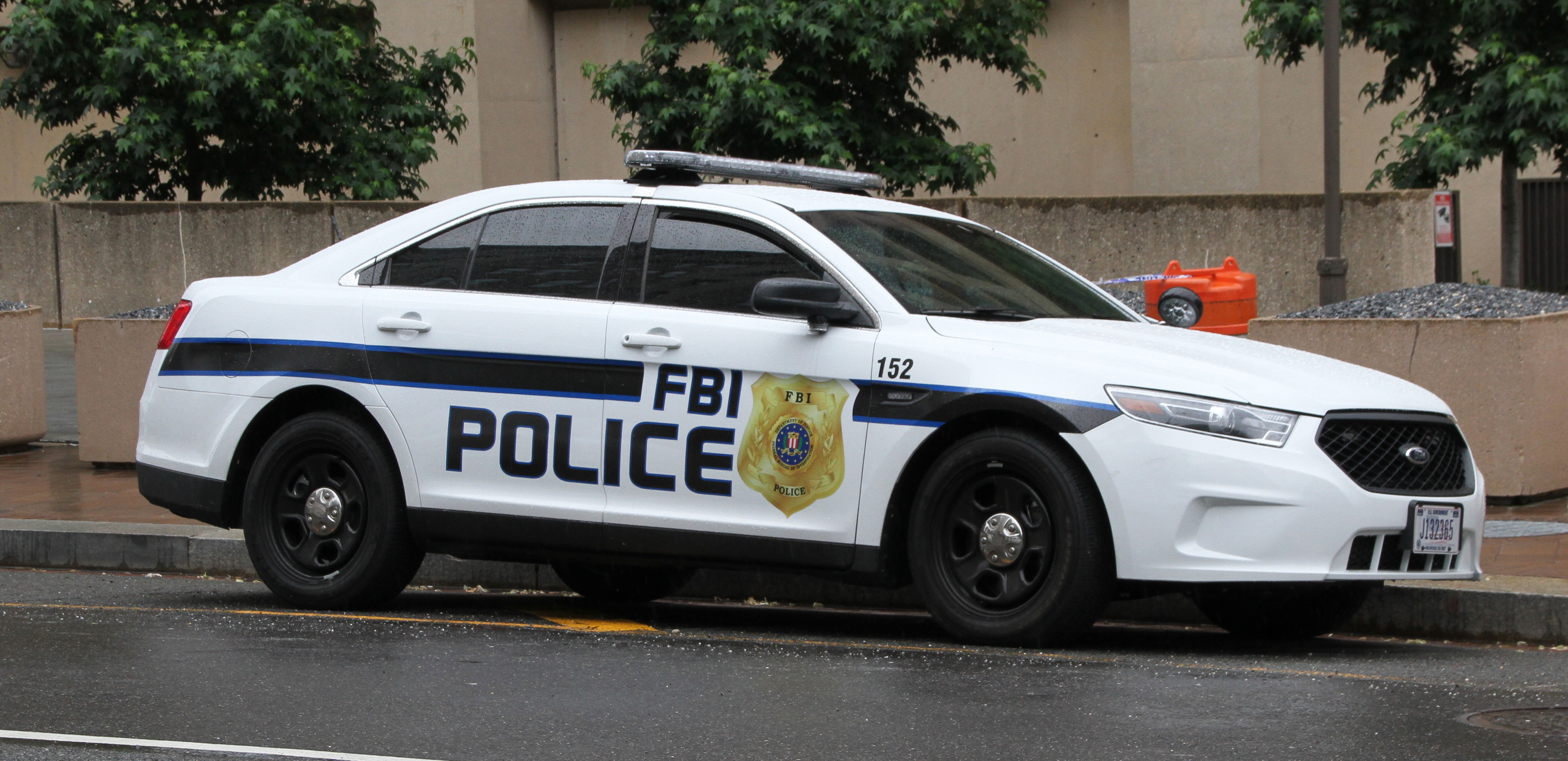
Ein Streifenwagen der uniformierten FBI Police

Das Hauptquartier des FBI befindet sich seit 1975 im J. Edgar Hoover Building, welches sich in unmittelbarer Nähe des Kapitols in der Innenstadt von Washington D.C. befindet. Der FBI-Direktor, der direkt dem Justizminister unterstellt ist, wird vom US-Präsidenten für die Dauer von normalerweise zehn Jahren ernannt. In der Regel trifft er sich mit diesem einmal wöchentlich zur sog. Montagsrunde, um die Lage der Nation zu besprechen.
Das FBI kann auf 56 große Außenstellen (Field Offices), 380 Büros (Resident Agencies) und 64 Auslandsvertretungen (Overseas Offices) zurückgreifen. Für besondere Einsatzlagen verfügt jedes Field Office über ein eigenes SWAT-Team. Für Extremlagen befindet sich auf dem Areal der FBI-Akademie in Quantico das spezielle und besonders gut ausgerüstete Geiselbefreiungsteam HRT.
Das Motto der Bundesbehörde lautet: Fidelity, Bravery, Integrity („Treue, Mut, Rechtschaffenheit“). Im Fiskaljahr 2020 betrug das Budget der Behörde 9,5 Milliarden US-Dollar.
Auslandsbüros
Seit 1945 betreibt das FBI Auslandsbüros weltweit. Die Agentur hat Beamte an den US-Botschaften in vielen Ländern stationiert. Derzeit werden 64 Außenstellen betrieben und mehr als ein Dutzend kleinere Auslandsstandorte. Damit deckt das FBI mehr als 200 Länder, Territorien und Inseln ab. Die Büros wurden mit Zustimmung der Gastländer eingerichtet. In Deutschland, der Schweiz und Österreich sind die FBI-Beamten in den US-Botschaften stationiert.

## Technische Abteilungen
Zu den Aufgaben des FBI gehört die Unterstützung von Strafverfolgungsbehörden in den USA. Dieser Auftrag wird auch durch technische Unterstützung geleistet, beispielsweise durch DNA-Datenbanken (Combined DNA Index System, CODIS), Fusion Centers (FBI Data Centers, Data Integration and Visualization System, DIVS), Datensammelstellen (Digital Collection), Informationsplattformen zur Terrorismusabwehr (Guardian, vormals FTTS), Fingerabdruckerkennung (Integrated Automated Fingerprint Identification System, IAFIS), Datenverteilung (Law Enforcement National Data Exchange Program, NDEx; National Crime Information Center, NCIC), Informationsnetze (Law Enforcement Online, LEO), Karteisysteme zur Überprüfung von Verdächtigen (National Instant Criminal Background Check System, NICS), Identifikationssysteme (Next Generation Identification, NGI), technische Update-Services (Prevention of Information Technology Obsolescence, PITO), Case-Management Systeme, Systeme zur Terrorismusüberwachung (Terrorist Screening System, TSS), Netzwerke für Hochsicherheitskommunikation (Top Secret/Sensitive Compartmented Information Operational Network, SCION). Außerdem erstellt das FBI im Rahmen des Uniform Crime Reporting (UCR)-Programms jährlich die offizielle Statistik zur Kriminalität in den USA.

## Rekrutierung und Ausbildung

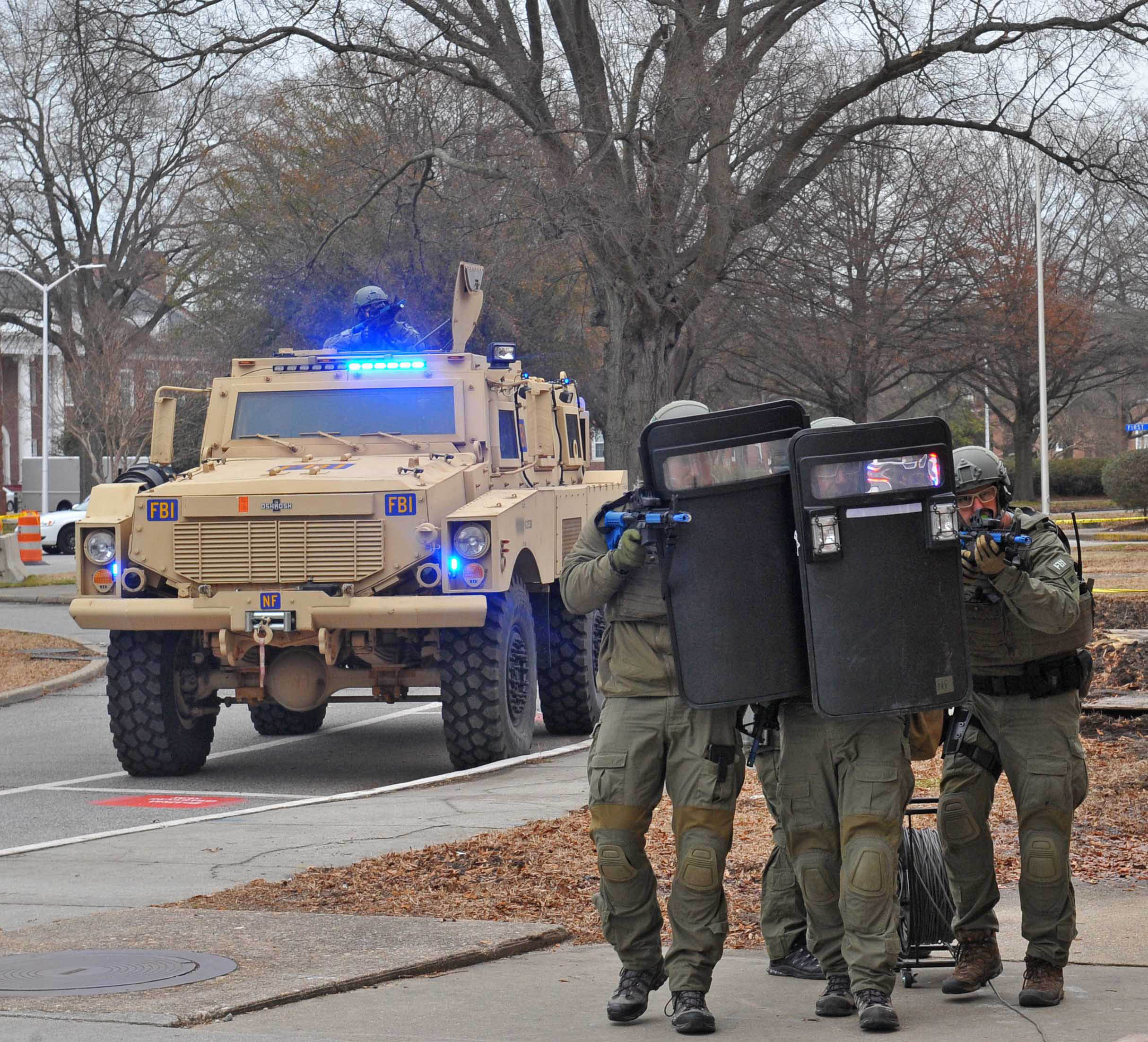
Ein FBI-SWAT-Team mit gepanzertem Truck

Das FBI unterhält zur Ausbildung seiner Mitarbeiter die FBI Academy, welche sich auf dem Grundstück der Marine Corps Base Quantico, Virginia befindet. Die Einstellungsvoraussetzungen sind: Bewerber müssen US-Bürger in einem Alter zwischen 23 und 37 Jahren sein, eine mindestens vierjährige Hochschulbildung mit Abschluss nachweisen und eine zweijährige Berufserfahrung in der jeweiligen Fachrichtung besitzen. Während des mehrtägigen Auswahlverfahrens, in welchem u. a. Gesundheits-, Drogen- und Lügendetektortests bestanden werden müssen, führen Agents der jeweiligen Außenstellen Nachbarbefragungen über die Bewerber durch.
Auf Bewerber, welche den Auswahltest bestehen, wartet eine 16 Wochen dauernde Fachausbildung in Recht, Psychologie, Ermittlungs- und Befragungsmethoden und forensischen Techniken. Dazu kommen eine Ausbildung an der Schusswaffe von mindestens 100 Stunden, Fahrtraining, Fitness, Überwachungs- und Untersuchungsmethoden. In praktischen Übungen mit Schauspielern werden Ermittlungen durchgespielt.
Die Academy verfügt unter anderem über modernste Unterrichtsräume, eine der größten juristisch-kriminalistischen Bibliotheken, weiträumige Sportanlagen, Schießstände und eine realistische „Übungsstadt“. Sport wird täglich betrieben. Durch den Film Das Schweigen der Lämmer ist zum Beispiel der anspruchsvolle zehn Kilometer „Yellow-Brick-Lauf“ bekannt (davon 5 Kilometer über einen Hindernisparkour der US Marines).
Während der gesamten Rekrutierung und Ausbildung werden die Teilnehmer als New Agent in Training (kurz NAT) bezeichnet.
Nach mehreren schriftlichen und mündlichen Abschlussprüfungen findet im Rahmen des „Graduation Day“ die feierliche Übergabe der Dienstmarke statt. Im Anschluss kommen die „Special Agents“ zu einem der Außenbüros, wo sie eine 20-monatige Probephase durchlaufen müssen.
Im Gegensatz zur freien Wirtschaft ist das Einstiegsjahresgehalt von 45.000 Dollar relativ gering, jedoch erreichen die „Agents“ schon nach 20 Jahren den vollen Pensionsanspruch und müssen nur bis ins Alter von maximal 55 Jahren arbeiten.
An der FBI Academy sind neben weiteren Einrichtungen auch
- die Behavioral Analysis Unit und
- das Forensic Science Research and Training Center

angesiedelt.

## Kritik
Durch die Miami-Schießerei 1986, bei der zwei Agenten getötet und fünf weitere teilweise lebensgefährlich verletzt wurden, wurden Ausbildungs- und Bewaffnungsmängel festgestellt, die unter anderem zur einheitlichen Einführung halbautomatischer Pistolen für FBI-Agenten führten. Der an der Schießerei beteiligte Edmundo Mireles wurde zudem als erster Agent überhaupt mit der Tapferkeitsmedaille des FBI geehrt und zum Polizisten des Jahres gewählt.
Im Jahre 2007 geriet das FBI in die Kritik, als einem Prüfungsbericht des zuständigen Generalinspekteurs des US-Justizministeriums zufolge in rund 20 Prozent der Fälle der vorangegangenen drei Jahre, in denen Unterlagen über E-Mails, Geldtransaktionen und Telefonate von US-Bürgern angefordert wurden, diese Fälle in vorgeschriebenen Berichten an den US-Kongress nicht aufgelistet waren.
Gegen das Forensic Science Research and Training Center des FBI werden immer wieder Kritikpunkte gerichtet. In dieser Zentralstelle für Kriminaltechnik der USA werden Verfahren untersucht, fortentwickelt und gelehrt. Dabei stellt sich zunehmend heraus, dass es für wichtige Methoden der Kriminaltechnik keine ausreichenden wissenschaftlichen Grundlagen gibt, so dass sie entweder vollkommen unbrauchbar oder nur innerhalb enger Parameter zuverlässig sind.
Im Jahre 2012 berichtete die Zeitung The Washington Post, dass das FBI-Labor für mikroskopische Haarvergleiche Methoden angewandt hat, die sich mittlerweile als problematisch herausgestellt haben. Konkret geht es um Vergleiche von Hautpartikeln und Haaren, deren Beweiskraft extrem übertrieben wurde. Darüber hinaus wurden bis zum Jahre 2000 auch insgesamt etwa 600–1000 bundesstaatliche und lokale Ermittler mit denselben Methoden geschult. Aber erst nach Untersuchungen – unter anderem der National Association of Criminal Defense Lawyers (NACDL) – hätten Justizministerium und FBI schließlich Fehler eingeräumt, berichtete die Post am 19. April 2015. Das FBI sichtete im Rahmen einer Untersuchung des Justizministeriums 21.000 Anfragen an seine eigenen Haarvergleichslabore. Dabei hätten sich rund 2.500 Fälle ergeben, in denen eine Haarübereinstimmung festgestellt wurde. Bei 268 dieser Fälle wurde die Haaranalyse gegen den Angeklagten verwendet, diese Fälle wurden genauer untersucht. Dabei habe sich in mehr als 95 Prozent der untersuchten Fälle ergeben, dass die Haaranalysen fehlerhaft gewesen seien. Die falschen Analysen hätten jeweils die Argumente der Anklage begünstigt, hieß es weiter. Bei den untersuchten Verfahren habe es auch 32 Todesurteile gegeben, 14 Verurteilte seien seitdem entweder hingerichtet worden oder im Gefängnis gestorben. Höchstwahrscheinlich gebe es aber eine weit größere Anzahl von Fällen. Fälle vor 1985, die nicht im EDV-System erfasst sind, können teilweise wegen fehlender Mitarbeit der zuständigen Behörden nicht untersucht werden. Fälle, bei denen vom FBI geschulte staatliche oder lokale Forensiker Haarvergleiche angestellt haben, werden lediglich in Texas, New York und North Carolina neu untersucht.

## Direktoren

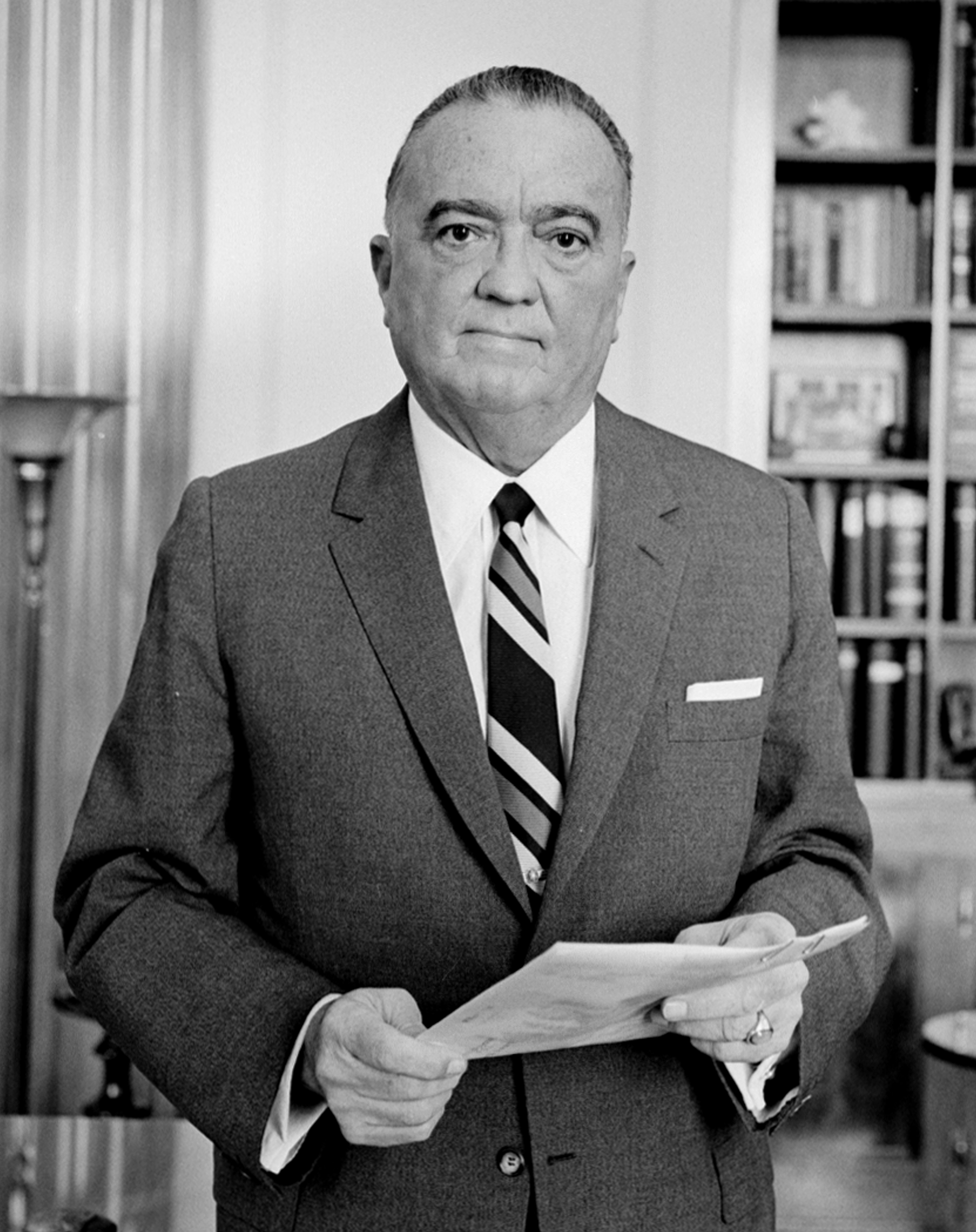
J. Edgar Hoover, der erste Direktor des FBI

Der Direktor des FBI wird vom Präsidenten ernannt, der Senat muss die Ernennung bestätigen. Regulär wird der Direktor für zehn Jahre ernannt, jedoch erreichte in der Vergangenheit fast niemand diese Dienstzeit. Comeys Vorgänger, Robert Mueller, war nach J. Edgar Hoover der Direktor mit der zweitlängsten Dienstzeit. 2011 wurde er nach Ablauf der regulären zehn Jahre vom Senat für weitere zwei Jahre im Amt bestätigt. James B. Comey wurde am 9. Mai 2017 mit sofortiger Wirkung durch US-Präsident Donald Trump entlassen. Trump schrieb, er entlasse ihn auf Rat des Justizministers Jeff Sessions und dessen Stellvertreters Rod Rosenstein.